# Washingtoni Műszaki Egyetem
A Washingtoni Műszaki Egyetem az USA Washington államának Bellevue városában működő magánintézmény volt. Az információbiztonsági alapképzést folytató iskola a Seattle környéki technológiai cégek számára képzett szakembereket; első évfolyama 2018 januárjában indult.
2017 augusztusában a North Bend környéki földtulajdonosokkal tárgyalásokat folytattak egy lehetséges telephely létesítéséről az egykori Mountain Meadows Farm helyén, ahol műszaki, agrár, szőlészeti és szállodaigazgatási képzéseket folytattak volna és újraindították volna a farmot is. Mivel a lakosok aggódtak a forgalom növekedésétől és a szennyvízhálózat túlterhelődésétől, a projekt nem valósult meg.

## Megszűnése
Az intézmény rendelkezett a Washingtoni Hallgatói Teljesítménytanács akkreditációjával. A szervezet 2021. október 21-én elutasította az akkreditáció megújítására benyújtott kérelmet.
2022. július 29-én szűnt meg.

## Fordítás
- Ez a szócikk részben vagy egészben  a   Washington Technology University című angol Wikipédia-szócikk ezen változatának fordításán alapul.  Az eredeti cikk szerkesztőit annak laptörténete sorolja fel. Ez a jelzés csupán a megfogalmazás eredetét és a szerzői jogokat jelzi, nem szolgál a cikkben szereplő információk forrásmegjelöléseként.